# Jessica (Band)
Jessica war eine Musikgruppe in der DDR, die sich an New-Wave-Musik und der Neuen Deutschen Welle orientierte. Vorbild der Band war die englische Band The Police.

## Bandgeschichte
Jessica wurde in der zweiten Hälfte der 1970er Jahre in Berlin-Lichtenberg als Schülerband von André Drechsler (Gitarre), Ralf Böhme (Keyboard), Gerd Hering (zweite Gitarre), Ingo Felix (Gesang) und Steffen Krause (Schlagzeug) gegründet. Namengebend für die Band war das Instrumentalstück Jessica der The Allman Brothers Band. 1981 wurden Hering und Felix zur NVA eingezogen. Für sie kamen Tino Eisbrenner (Gesang) und Janek Skirecki (Bass) hinzu, die im Herbst 1981 ebenfalls eingezogen wurden, woraufhin die Band für eineinhalb Jahre zerfiel. Drechsler spielte fortan bis 1983 bei Perl. Böhme und Krause wurden 1982 zum Wehrdienst einberufen. Im Herbst 1983 erfolgte die Neugründung mit André Drechsler, Ralf Böhme, Tino Eisbrenner und Janek Skirecki, jetzt aber mit dem Schlagzeuger Olaf Becker. In die Medien kam die Band durch einen Beitrag eines englischen Fernsehteams von Tyne Tees Television, welches einen Dokumentarfilm über Bands im Osten und Westen Berlins drehte und die Band zufällig entdeckte. Daraufhin produzierten sie im Studio von Gunther Wosylus (ehemals Modern Soul Band und Puhdys) den Titel Ich such einen Traum. Die Amateurband wurde 1984 zur beliebtesten Newcomerband der DDR durch die Zeitung Junge Welt und Radio DDR gekürt. Von 1984 bis 1986 tourten sie durch alle Ostblockstaaten und 1986 veröffentlichten sie das Album Spieler, das sich 180.000 Mal verkaufte. Bei der Studioproduktion zu Ich beobachte Dich spielte Thomas Klemm das Tenorsaxophon. Volker Schlott schrieb für die LP Spieler die Bläserarrangements und spielte bei den Aufnahmen zur LP Sopransaxophon mit den Fun Horns. Im selben Jahr erhielt die Band einen Berufsausweis. Nach Konflikten mit der Generaldirektion beim Komitee für Unterhaltungskunst wurde die Band aufgelöst und Drechsler und Becker wurden zum Armeedienst einberufen. Der Grund dafür war die Weigerung der Band, ein Auftragswerk für Rock für den Frieden zu produzieren. Daraufhin verfolgte Eisbrenner seine Solokarriere mit einigen Bandmitgliedern und Gästen, da der Chef des einzigen in Frage kommenden Plattenlabels, René Büttner, es ablehnte, eine weitere LP der Band zu veröffentlichen. Eine Solokarriere von Eisbrenner war er hingegen bereit zu unterstützen. 1988 scheiterte eine Neugründung von Jessica.
Die Titel der Band wurden von André Drechsler und Ralf Böhme komponiert, Tino Eisbrenner lieferte die Texte. Markenzeichen waren die betont jugendorientierte Musik und ein rotes Käppi, das Eisbrenner trug.
Für die Doppel-CD Eisbrenner – Ich beobachte dich – Songs aus drei Dekaden fand 2011 die Jessica-Besetzung von 1981 wieder zusammen. Es wurden alte Titel, aber auch ein neues Lied mit dem Titel Auf der Reise aufgenommen.

## Diskografie
Alben
- 1986: Spieler (Amiga) (Neuauflage 2002 mit Bonustiteln, Manana Records)
- 2011: Eisbrenner – Ich beobachte dich – Songs aus drei Dekaden (Beteiligung an elf Titeln, Sony Music)

Singles
- 1985: Mein Mut / Mama (Amiga)
- 1985: Erste Liebe (Marion Sprawe) / Nach der Schule (Jessica) (Amiga)
- 1993: Du verzauberst mich (BMG)

Filme mit Musik von Jessica
- 1984: Ich liebe Victor
- 1985: Erste Liebe (Dokumentation, Regie Konrad Weiß)